# Palal-Sambo
Pour les articles homonymes, voir Sambo (homonymie).
Palal-Sambo est une commune située dans le département d'Arbinda, dans la province du Soum, région du Sahel, au Burkina Faso.